# Fastlove
Fastlove is een nummer van George Michael. Het nummer is de tweede single van zijn album Older en werd uitgebracht in 1996.

## Achtergrond
Fastlove was de tweede van zes singles die werden uitgebracht van Michaels album Older. Dit album was zijn eerste sinds zes jaar en slechts het derde sinds de start van zijn solocarrière. Fastlove is een energiek nummer over de wil tot bevrediging en vervulling zonder zorgen over toewijding. "fast love" oftewel snelle liefde dus.
Voor het nummer werd een videoclip gemaakt waarin verschillende modieuze mensen te zien zijn in een ruimte waar ze komen voor een relatie.

## Hitnotering
| Fastlove in de Nederlandse Top 40 - binnen: 4 mei 1996 | Fastlove in de Nederlandse Top 40 - binnen: 4 mei 1996 | Fastlove in de Nederlandse Top 40 - binnen: 4 mei 1996 | Fastlove in de Nederlandse Top 40 - binnen: 4 mei 1996 | Fastlove in de Nederlandse Top 40 - binnen: 4 mei 1996 | Fastlove in de Nederlandse Top 40 - binnen: 4 mei 1996 | Fastlove in de Nederlandse Top 40 - binnen: 4 mei 1996 | Fastlove in de Nederlandse Top 40 - binnen: 4 mei 1996 | Fastlove in de Nederlandse Top 40 - binnen: 4 mei 1996 |
| Week                                                   | 1                                                      | 2                                                      | 3                                                      | 4                                                      | 5                                                      | 6                                                      | 7                                                      | 8                                                      |
| ------------------------------------------------------ | ------------------------------------------------------ | ------------------------------------------------------ | ------------------------------------------------------ | ------------------------------------------------------ | ------------------------------------------------------ | ------------------------------------------------------ | ------------------------------------------------------ | ------------------------------------------------------ |
| Nummer                                                 | 22                                                     | 18                                                     | 15                                                     | 14                                                     | 16                                                     | 27                                                     | 32                                                     | uit                                                    |